# يهوذا ليب بن-زئيف
يهوذا ليب بن زئيڤ (بالعبرية: יְהוּדָה לֵיבּ בֵּן־זְאֵב) (بالألمانية: Juda Löb Bensew)‏ هو فقيه لغوي غاليسي يهودي، ومعجمي، ودارس توارتي. كما كان عضوا في مجموعة كتَّاب العبرية الذين يطلق عليهم «مِأسفيم»، وكان «مؤيداً قوياً لتنشيط اللغة العبرية».

## سيرة شخصية
ولد يهوذا ليب بن-زئيف في مدينة ليلوف الجاليكية وتلقى تعليمًا دينيًا يهودياً تقليديًا. تزوج في سن 13 واستقر في منزل والدي زوجته في كراكوف، حيث أمضى أيامه في دراسة التلمود ولياليه في اكتساب المعرفة سرًا لفلسفة اللغة العبرية والمواضيع العلمانية. في عام 1787م انتقل إلى برلين التي كانت مركز حركة الهسكلاه. هناك موَل نفسه بتعليم العبرية وبدأ في نشر القصائد والأمثال في الصحافة العبرية. أصبح بن زئيف صديقًا للمأسفين (معناه الحرفي «الجامعين» بالعبرية، من «أََسَاف» אסף أي جَمَعَ) وساهم في قصائدهم المنشورة في المجلات وأساطيرهم موقّعاً إياها بـ«ي.ل.ك» (يهوذا ليب كراكوف).
في عام 1790 أقام في بريسلاو، حيث كتب ونشرَ كتابه عن قواعد اللغة العبرية، تلمود لَشون عڤري، في 1796. وبعد عامين نشرت ترجمته العبرية من السريانية لسفر يشوع بن سيراخ وهو من الكتب الخارجية في اليهودية («حصوني» بالعبرية، חיצוניים). وصف فرانز ديليتش المختص باللغة العبرانية الكتاب بأنَّه «تحفة في تقليد الأسلوب التوراتي المأثور»، تلاها بترجمة من اليونانية لسفر يهوديت. عاد بن زئيف من بريسلاو إلى كراكوف وفي عام 1799 طلق زوجته طلاقاً يهوديا ً رسميًا وكان قد أنجب منها ابنة واحدة. استقر في فيينا كمدقق لغوي في المطابع العبرية الخاصة بجوزيف هراسانسكي وأنطون شميدت وبقي هناك حتى وفاته.

## أعمال

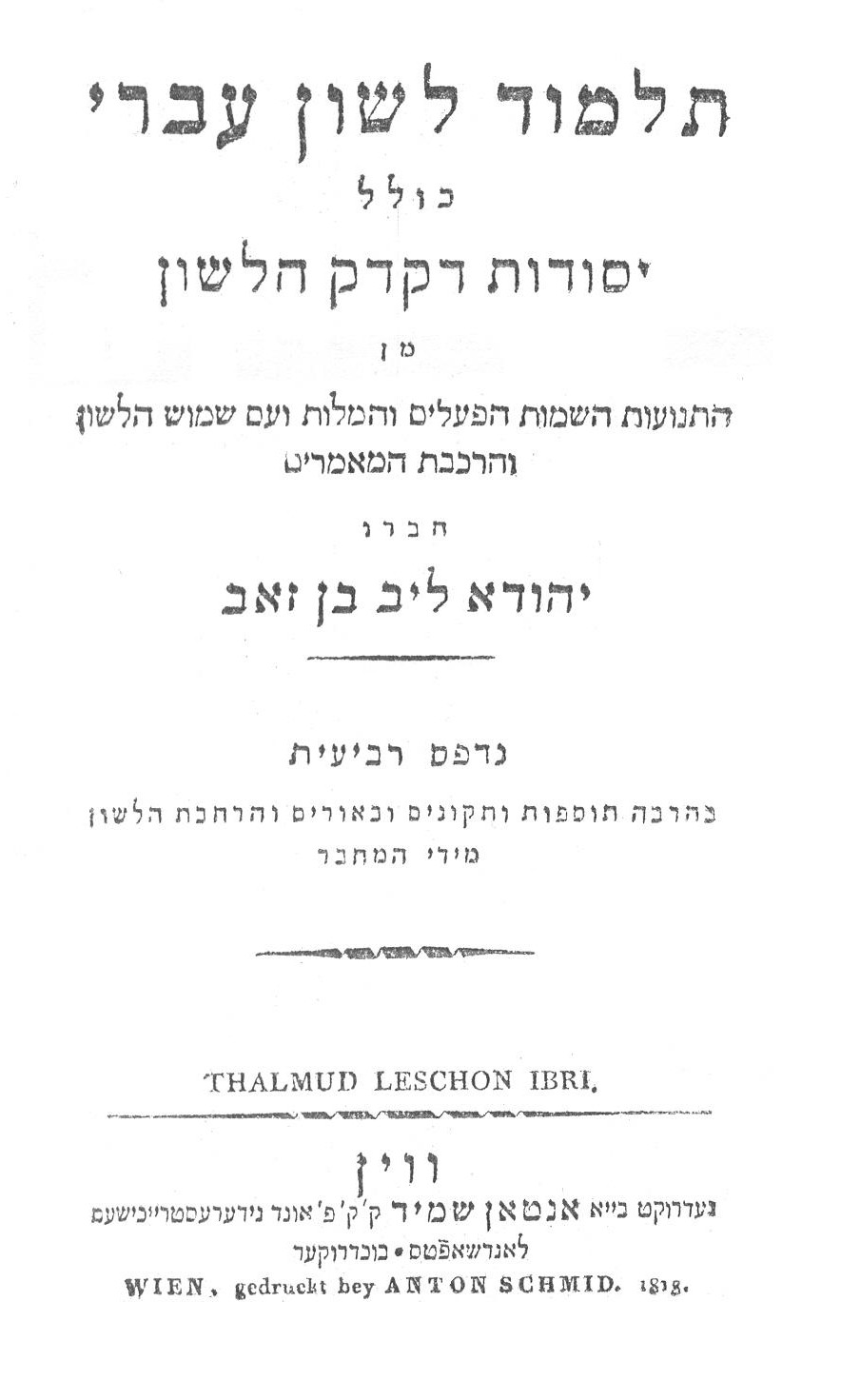
صفحة العنوان لتلمود لَشون عفري لبن زئيف

### نثر
ويعتبر بن-زئيف أول من منهَّج، باستعمال اللغة العبرية نفسها، قواعد اللغة العبرية، كما وقام بترتيب القواعد بشكل منهجي وأدخل المنطق، النحو، وعلم العروض كجزء من الدراسات النحوية. وكان كتاب نحوه تَلمود لَشون عِڤري بمثابة المصدر الرئيسي لدراسة العبرية في شرق أوروبا لقرن من الزمان. العمل مقسومٌ إلى خمسة أجزاء، كل منها مقدم بقصيدة في مدح اللغة العبرية، ويتضمن «مأمار» (أي مقالة صغيرة) عن الفرق بين الفكر والكلام. أعيد نشره مع الإضافات والشروح والتعليقات بما لا يقل عن عشرين مرة. أبرزها طبعة فيلنيوس لعام 1874، مع تعليق «يِتَرُونْ لِأدام» الخاص بأبراهام بير ليبنسون. ظهر الجزء الأول من مراجعة ألمانية لتلمود بن-زئيڤ من قبل سالومون جاكوب كوهين في برلين عام 1802، وثلاثة أجزاء في ديساو عام 1807.
كان ثاني أعماله شهرة هو أوتصار هشورَشيم، وهو معجم للجذور العبرية وقاموس عبري-ألماني، مستوحىً من أعمال ديڤد قمحي. نُشر الكتاب لأول مرة في فيينا بين عامي 1806 و1808، وخضع الكتاب لست طبعات حتى عام 1880. كتاب بن-زئيف مسيلات هلِمود، هو عمل نحوي للأطفال في سن المدرسة، ترجمه إلى الإيطالية ليون روماني (فيينا، 1825) وإلى الروسية أبراهام جاكوب پاپيرنا (وارسو، 1871).
أصدر بن زئيف طبعات وتعليقات جديدة لكتاب سعيد الفيومي كتاب الأمانات والاعتقادات (برلين، 1789) ولكتاب بحينات هعولام ليدعياه هَبدرسي كان آخر أعماله الرئيسية مڤو إل مقرأي قودش (فيينا، 1810)، وهي مختارات من المقدمات التاريخية النقدية لكل من سفر الأنبياء وسفر الكتبات. يتبنى كتاب مڤو بعض النظريات النقدية ليوهان غوتفريد إيكهورن.

### الشعر
كان بن زئيف مؤلف مليتصا لَپوريم، وهي مجموعة من الصلوات الوهمية وسليحوت (قصائد وصلوتات تتلى في الأعياد وأيام الصوم، خصوصاً في عيد المساخر) لعيد المساخر، والذي غالبا ما ينشر مع محاكاة كالونيمُس بن كالونيمُس الساخرة المحتفى بها مسيخت پوريم في عام 1810 أصدر قصيدة تكريما لزواج نابليون وماري لويز دوقة بارما. بن زئيف أيضًا بتأليف أقدم القصائد الجنسية العبرية المعروفة في العصر الحديث، والتي تم تداولها على نطاق واسع في شكل مخطوطات ولكن لم يتم نشرها حتى القرن العشرين. بينها شير أچاڤيم، التي نشرتها چيتسل كريسل في عام 1977، وديرِخ چيفر بِألما، وهو وصف للجماع باستخدام مجموعة من آيات الكتاب المقدس متفرقةً.

## نقد
في حين كان بن زئيف يحظى باحترام كبير في الدوائر المسكيلية، فقد كان موضع إدانة مريرة من قبل العديد من التقليديين بسبب أنشطته التنويرية غير الأرثوذكسية. انتشرت شائعات عن وفاة الكاتب وهو على المرحاض كعقاب إلهي لتحريره تلمود لاشون عڤري يوم السبت.

## ببليوغرافيا جزئية
- تَلمود لَشون عفري: كوليل يسودوت دِقدوق هَلَشون [دراسة عن اللغة العبرية] (بالعبرية). فيينا: أنطون شميدت. 1805 [1796]. مؤرشف من الأصل في 2020-11-30.
- حُخمات يهوشوع بن سيراخ: نِعِطاق لِلَشون عفري ڤأشكنَزي ومتُرجام أراميت [حكمة بن سيراخ] (بالعبرية واليديشية). برسلاو. 1798. مؤرشف من الأصل في 2020-11-30.
- بيت هَسيفر: مِسيلات هَليمود [المدرسة] (بالعبرية). فيينا: أنطون شميدت. ج. 1. 1816 [1802]. مؤرشف من الأصل في 2020-11-30.
- مجيلات يهوديت: ڤهو معسِه يهودين إم أولوفيرني [سفر يهوديت] (بالعبرية واليديشية). فيينا: أنطون سميدت. 1819 [1799]. مؤرشف من الأصل في 2020-11-30.
- أوتصار هَشورَشيم: كوليل شوراشي هَلَشون هعڤريت [كنز الجذور] (بالعبرية). فيينا: أنطون شميدت. ج. 1–3. 1807. مؤرشف من الأصل في 2020-11-30.
- مڤو إل مقرأي هَقودش [مقدمة إلى الأسفار المقدسة] (بالعبرية). فيينا: أنطون شميدت. 1810. مؤرشف من الأصل في 2020-11-30.
- يسودي هَدت: كوليل عِقرَري هَإيموناة [أساسات الدين: يتضمن أركان الإيمان] (بالعبرية). فيينا: أنطون شميدت. 1811. مؤرشف من الأصل في 2020-12-16.

## روابط خارجية
- معوز تصور لپوريم (أي «ماعوز تسور لعيد المساخر»)، منسوب إلى يهوذا ليب بن زئيف